# Avenged Sevenfold (Album)
Avenged Sevenfold (auch bekannt als „The White Album“, aufgrund des Covers) ist das vierte Studioalbum der US-amerikanischen Metal-Band Avenged Sevenfold.
Ursprünglich für den 16. Oktober 2007 angekündigt, erschien das Album mit zwei Wochen Verspätung, am 30. Oktober. Dies wurde mit zusätzlich benötigter Produktionszeit zur Fertigstellung des Bonusmaterials und des animierten Videos zum Song A Little Piece of Heaven begründet.
Das Album stieg auf Platz 4 der US-amerikanischen Albumcharts Billboard 200 ein. Am 23. September 2008 wurde Avenged Sevenfold mit Gold durch die RIAA ausgezeichnet. Die Band warb für das Album mit einer, einen Tag vor Release beginnenden und im Jahr 2009 endenden Tour.
Es ist das letzte vollständige Album mit James „The Rev“ Sullivan, der am 28. Dezember 2009, nur zwei Wochen vor Beginn der Aufnahmen für Avenged Sevenfolds Folgealbum Nightmare, verstarb. Seine Stimme ist in allen Songs zu hören.
Trotz anfangs, im Vergleich zu früheren Veröffentlichungen, durchwachsener Kritiken, gewann das Album den Kerrang!Award des besten Albums 2008. Zusätzlich wurde es in Kerrang’s Liste der 666 Albums You Must Hear Before You Die aufgenommen.

## Trackliste
1. Critical Acclaim – 5:14
2. Almost Easy – 3:53
3. Scream – 4:48
4. Afterlife – 5:52
5. Gunslinger –  4:12
6. Unbound (The Wild Ride) – 5:12
7. Brompton Cocktail – 4:13
8. Lost – 5:02
9. A Little Piece of Heaven – 8:01
10. Dear God – 6:34